# 長毛窗翅葉蟬
長毛窗翅葉蟬（学名：[Mileewa longiseta] 错误：{{Lang}}：文本有斜体标记（帮助））为葉蟬科窗翅葉蟬屬下的一个种。